# Roman (China)
Der chinesische Roman stellt seit dem 14. Jahrhundert in der chinesischen Literatur ein wichtiges Genre der Gattung Xiaoshuo dar.
Erste Romane der chinesischen Literatur wie Die Drei Reiche, Die Räuber vom Liang-Schan-Moor und Die Reise nach Westen von Wu Cheng’en beziehen sich noch auf Geschichtsschreibung und historische Erzählungen. Die Drei Reiche sind noch in Wenyan verfasst, während die nachfolgenden Romane schon in Baihua verfasst wurden.
Eine Neuerung als Sittenroman und Roman aus dem Privatleben stellte das Jin Ping Mei dar.
Wichtige Kategorien des Romans, die in der Ming-Zeit vorlagen, sind historische Romane, Räuberromane, mythologische Romane und erotische Romane. Diese Romane wurden Kapitelromane (Zhanghui Xiaoshuo) genannt und stammten von der mündlichen Erzähltradition ab, deren Spuren deutlich nachzuweisen sind: Die Romane sind in detaillierte Episoden eingeteilt mit vielzähligen Protagonisten, einzelne Kapitel erscheinen als eigenständig, Zusammenhänge werden durch einzelne Helden oder Gruppen hergestellt, und die einzelnen Kapitel erscheinen am Ende als Spannungsmoment, der nicht aufgelöst wird. Diese Romane stellen nicht Geschichten oder Verknüpfungen von Motiven dar, sondern die Figuren wechseln ständig und verbinden sich so in jeweils anderen Beziehungen zur Handlung. Das Thema des Romanes wird so aus vielfältigen Perspektiven beleuchtet. Weiterhin ist in diesen Romanen der Erzähler ständig anwesend und ein Charakteristikum der Figuren ist nicht der seelische Vorgang, sondern Dialog und Handlung.
In der Qing-Zeit lagen weitere Kategorien von Romanen vor, Liebes- und Familienromane, Kriminalromane und Ritterromane. Ab dem 17. Jahrhundert kamen noch Romane über talentierte junge Gelehrte und über hübsche Mädchen aus gutem Hause hinzu.
Im 18. Jahrhundert entstand mit Der Weg zu den weißen Wolken (Rulin waishi) von Wu Jingzi ein satirischer Roman, und den Höhepunkt der chinesischen Romanliteratur bildete Der Traum der Roten Kammer von Cao Xueqin.
Ab Ende des 19. Jahrhunderts entstanden auch erste gesellschaftskritische Romane, die auf die Reformideen Liang Qichaos Bezug nahmen und das Vorfeld des modernen Romans bildeten. Ebenso entstanden sentimentale Unterhaltungsromane, die "Mandarinenten- und Schmetterlingsliteratur" (Yuanyang hudie pai), sowie Schlüsselromane.
Schriftsteller, die in den 1920er Jahren den modernen Roman einführten, waren beispielsweise Mao Dun, Ye Shengtao, Ba Jin und Lao She. In der modernen chinesischen Romanliteratur lagen starke westliche Einflüsse vor, wie z. B. Wechsel von Erzählperspektiven, Wechsel von Zeitebenen, psychologische Erzählweise, Schilderung des Bewusstseinsstromes, absurde und unlogische, abstrakte und verfremdete Elemente. Gleichfalls waren diese modernen Romane stark geprägt von autobiographischen und subjektiven Zügen und der Figur des tragischen Helden.
Ab 1949 wurde der Roman durch die KP China auf das Lehrbeispiel und nachahmenswertes Verhalten ausgerichtet. Im Vordergrund stand hier die Lösung eines Konfliktes durch einen positiven Helden, die an didaktische und tagespolitische Erwägungen gebunden war. Es handelt sich hierbei um eine normative Ästhetik, die zu großen Teilen erst nach der Kulturrevolution ab den 1980er Jahren mit der Reformpolitik überwunden wurde. Diese Literatur hatte dann auch internationale Wirkung und erschien vielgestaltig und nicht mehr normiert. Es entstanden auf Taiwan und in der Volksrepublik China ab dieser Zeit auch neue Romangenres wie der Brief- und Tagebuchroman, Science-Fiction, Nachrichtenromane und Unterhaltungsliteratur.
Berühmte Schriftsteller der modernen Periode des chinesischen Romans sind z. B. Zhang Jie, Wang Meng, Wang Anyi, Mo Yan, Yu Hua und Gao Xingjian.